# جاستین سان
جاستین سان (به انگلیسی: Justin Sun) کارآفرین، بنیانگذار پلتفرم ترون (TRON)، مدیرعامل شرکت بیت‌تورنت و مدیر عامل فعلی رین بری (Rainberry) است. وی در گذشته نماینده اصلی منطقه ریپل در چین بوده و بنیانگذار و مدیر عامل برنامه اجتماعی تلفن همراه Peiwo است.
او یکی از کارآفرینان موفق حوزه تکنولوژی به حساب می‌آید و از سوی نشریه فوربز در لیست ۳۰ فرد برتر زیر ۳۰ سال آسیا قرار گرفته‌است.

## سوابق
- قبل از بنیان‌گذاری ترون، وی به مدت دو سال به عنوان نماینده ارشد و مشاور در شرکت ریپل (Ripple) مشغول به کار بود.[۷]
- او همچنین بنیانگذار و مدیر ارشد اجرایی شبکه اجتماعی PEIWO نیز هست، این شبکه اجتماعی با وجود ردصلاحیت از سمت دولت مورد پسند بسیاری از مردم واقع شد.[۸]
- او در سال ۲۰۱۷ در یک مراسم افتتاحیه سیستم عامل ارز رمزنگارشی شده خود را معرفی کرد که تنها در چین ۶۳ میلیون یورو به دست آورد.
- وی همچنین مدیرعامل شرکت بیت‌تورنت (BitTorrent) است که در سال ۲۰۱۹ خریداری کرد.[۹]
- مدیر عامل فعلی شرکت رین بری (زرشک) (Rainberry) است.[۱۰]

## نهار با وارن بافت
در جریان یک مزایدهٔ خیریه برای نهار با سرمایه‌گذار مشهور جهان، وارن بافت، او در مزایده پیروز شد. وی اکنون در صنعت رمزارز فعالیت می‌کند و با پیشنهاد ۴/۵۷ میلیون دلاری توانست پیروز مزایده شود. نکتهٔ جالب اینکه وارن بافت همیشه از مخالفان بزرگ رمزارزها بوده و حتی بیت‌کوین را به سمی کشنده تشبیه کرده‌است.